# Enrico Venier
Enrico Venier (Roma, 23 luglio 1882 – Roma, 3 agosto 1934) è stato un pallanuotista e nuotatore italiano.

## Biografia

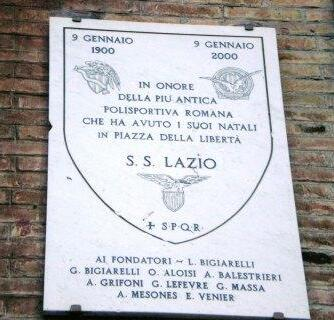
La targa affissa in Piazza della Libertà con i nomi dei fondatori dell'allora Società Podistica Lazio.

Figlio di Eugenio e Fosca Chili, grazie alla famiglia era benestante e poteva non lavorare. Il 9 gennaio 1900 fondò la Società Podistica Lazio insieme ad altri otto giovani atleti: Luigi Bigiarelli, Giacomo Bigiarelli, Odoacre Aloisi, Arturo Balestrieri, Alceste Grifoni, Giulio Lefevre, Galileo Massa e Alberto Mesones. Nel 1901 prende parte tra le file della Rari Nantes Roma al primo campionato italiano di pallanuoto, che non verrà in seguito riconosciuto dalla FIN. La Rari Nantes Roma, per mancanza di avversari, si aggiudicò il titolo.

## Palmarès

### Trofei nazionali
- Campionato italiano: 1 (non riconosciuto)

Rari Nantes Roma: 1901